# Trimma agrena
Trimma agrena är en fiskart som beskrevs av Richard Winterbottom och Chen 2004. Trimma agrena ingår i släktet Trimma och familjen smörbultsfiskar. Inga underarter finns listade i Catalogue of Life.